# 1381
1381 (MCCCLXXXI) a fost un an obișnuit al calendarului iulian, care a început într-o zi de joi.

## Nașteri
- dată necunoscută: Eric de Pomerania  (d. 1459)
- dată necunoscută: Rita de Cascia  (d. 1457)

## Decese
- 15 iunie: Wat Tyler politician britanic (n. ?)
- 2 decembrie: Jan van Ruysbroeck  (n. 1293)
- dată necunoscută: Teodora Nemanjić  (n. 1330)